# Divisió de la Vall del Surma i Districtes Muntanyosos
La divisió de la Vall del Surma i Districtes Muntanyosos (Surma Valley and Hill Districts Division) fou una entitat administrativa de la província de Bengala i Assam i després d'Assam, formada per la vall superior del Riu Barak i una part de la serra d'Assam fins a les muntanyes Lushai (al Mizoram). La superfície era de 65.996 km² i la capital era Silchar. La població era:
- 1872: 2.165.943
- 1881: 2.546.241
- 1891: 2.879.251
- 1901: 3.084.527

Els hindús eren el 44%, els musulmans el 43% i els animistes el 12%. Formaven la divisió cinc districtes:
- Districte de Sylhet
- Districte de Cachar
- Districte de Lushai Hills
- Districte de Naga Hills
- Districte de Khasi i Jaintia Hills